# ФК Вихър (Алдомировци)
ФК „Вихър“ (Алдомировци) е разформирован футболен клуб от село Алдомировци, Софийска област.

## История
Клубът е създаден през 1928 година, като престава да съществува в началото на 90-те години на XX век, най-вече поради липса на финансови средства.
През лятото на 2010 година, клубът е възроден, като това става благодарение на местни бизнесмени и на кметът на Алдомировци — Тодор Петков.
Прекратява съществуването си отново през 2018 година.
За Президент на „Вихър“ е избран Ивайло Кирилов, който поема и организацията около срещите на отбора, както и голямата част от издръжката му.
В новосъздадения тим са привлечени предимно играчи юношеската формация — старша възраст на „Сливнишки герой“, които от 2010 година нямат вече право да се създават за юношески отбори, поради навършване на възрастта, а не намират място в първия тим на сливничани.
Вихър (Алдомировци) се състезава в аматьорската А ОФГ София-запад. Срещите си отбора играе на стадиона в Професионалната гимназия по транспорт гр. Сливница.

## Състав

### Вратари
- Петър Кръстанов (К)
- Олег Христов

### Защитници
- Емил Кузoв
- Стоян Енчев
- Мирослав Кръстанов
- Цветелин Михайлов
- Борислав Йорданов
- Ангел Владимиров
- Петър Георгиев
- Любомир Любенов

### Полузащитници
- Веселин Петков
- Цветан Янков
- Чавдар Георгиев
- Иван Иванов
- Васил Петров
- Младен Иванов
- Радослав Костадинов
- Кристиян Милатинов

### Нападатели
- Тодор Минев
- Росен Ставрев
- Филип Тодоров
- Росен Христов